# 基本传染数
| 疾病                                | 传播途径                      | {\displaystyle R_{0}}                                                               |
| ----------------------------------- | ----------------------------- | ----------------------------------------------------------------------------------- |
| 麻疹                                | 空气传播                      | 12–18                                                                               |
| 白喉                                | 唾液                          | 6-7                                                                                 |
| 天花                                | 空气传播、 飞沫传播           | 5–7                                                                                 |
| 脊髓灰質炎                          | 糞口傳播                      | 5–7                                                                                 |
| 風疹                                | 空气传播、 飞沫传播           | 5–7                                                                                 |
| 流行性腮腺炎                        | 呼吸道飞沫                    | 10–12                                                                               |
| HIV/AIDS                            | 性传播                        | 4.5 (只算非洲)                                                                      |
| 百日咳                              | 空气传播、 飞沫传播           | 5.5                                                                                 |
| SARS                                | 空气传播、 飞沫传播、糞口傳播 | 2-5                                                                                 |
| 流行性感冒 （1918年流感大流行）     | 空气传播、 飞沫传播           | 2–3                                                                                 |
| 伊波拉出血熱 （西非伊波拉病毒疫症） | 体液传播                      | 1.5-2.5                                                                             |
| COVID-19                            | 飞沫传播、接触传播、糞口傳播  | 1.4-3.8 3.8–8.9（截至2020年6月） Delta變異株：5.1 Alpha變異株：4–5 Omicron變異株：7 |
| 中東呼吸綜合征                      | 呼吸道飞沫                    | 0.5 (0.3 –0.8 )                                                                     |
| 普通感冒                            | 呼吸道飞沫                    | 2–3                                                                                 |
| 水痘                                | 空氣傳播疾病                  | 10–12                                                                               |

基本传染数（英語：basic reproduction number、、、；符號為 {\displaystyle R_{0}} (念為  或 ),）又稱基本再生數，是在流行病學上，指在沒有任何防疫作为介入，同時所有人都沒有免疫力的情況下，一個感染到某種傳染病的初发个案，會把疾病傳染給其他多少個人的平均數。基本传染数通常被寫成{\displaystyle R_{0}}。
{\displaystyle R_{0}}的數字愈大，代表流行病的控制愈難。在沒有防疫的情況下，
- 若{\displaystyle R_{0}<1}，傳染病將會逐漸消失。
- 若{\displaystyle R_{0}>1}，傳染病會以指數方式散布，成為流行病（epidemic）。但是一般不會永遠持續，因為可能被感染的人口會慢慢減少。部分人口可能死於該傳染病，部分則可能病癒後產生免疫力。
- 若{\displaystyle R_{0}=1}，傳染病會變成人口中的地方性流行病。

## 有效傳染數
在研究传染病在人群之中的传播时，通常使用有效傳染數（Effective reproduction number）更加方便。有效傳染數又稱有效再生數，通常被寫成{\displaystyle R_{t}}，是估算病毒在一定期间内（t）传播的能力，常用最近7日的确诊个案数来估算；简而言之，有效傳染數是在基本传染数的基础上，考虑到防疫措施之后的结果。在实际防疫过程之中，疫情是否可以得到控制，取决于有效传染数是否可以持续小于 1。

## 註解
1. ↑  2003年的爆發時的統計則為 0.85，由於該次爆發時實施嚴格隔離，0.85 只代表該次爆發，而並非病症在不受限制之下的數字。在新加坡案例中，此數字為3。[6]

## 延伸閲讀
- Heesterbeek JA. . Acta Biotheoretica. 2002, 50 (3): 189–204. PMID 12211331. S2CID 10178944. doi:10.1023/A:1016599411804. hdl:1874/383700.
- Heffernan JM, Smith RJ, Wahl LM. . Journal of the Royal Society, Interface. September 2005, 2 (4): 281–93. PMC 1578275 . PMID 16849186. doi:10.1098/rsif.2005.0042.
- Jones JH.  (PDF). 1 May 2007  [6 November 2018]. （原始内容存档 (PDF)于2014-09-12）.
- Van Den Driessche P, Watmough J. . . Lecture Notes in Mathematics 1945. 2008: 159–178. ISBN 978-3-540-78910-9. doi:10.1007/978-3-540-78911-6_6.

## 外部連結
- .   [2021-07-25]. （原始内容存档于2020-05-26）.